# Roy Mauro
Roy Mauro (Antwerpen, 16 november 1990) is een Belgische voetballer die bij voorkeur als centrale verdediger speelt.

## Carrière
Mauro speelde in de jeugd van Lyra tot in 2007 werd opgenomen in de beloften van Germinal Beerschot. In 2008 kreeg hij een contract voor vier jaar aangeboden. Mauro maakte op de voorlaatste speeldag van het seizoen 2008/2009 zijn debuut in het eerste team. Thuis tegen KV Mechelen mocht hij in de 73ste minuut invallen voor Paul Kpaka. De volgende twee seizoenen speelde Roy op uitleenbasis voor KV Turnhout. In het seizoen 2011/2012 kwam hij terug bij Beerschot AC, maar werd hij weer voor een half jaar verhuurd aan KV Turnhout. In de tweede seizoenshelft werd hij verhuurd aan SK Sint-Niklaas. Na afloop van het seizoen vertrok hij definitief naar Sint-Niklaas.
Hij verruilde in juli 2014 SK Sint-Niklaas voor Hoogstraten VV. Sinds het seizoen 2016-2017 speelt hij bij Berchem Sport. Medio 2021 gaat hij naar SK Londerzeel.

## Statistieken
| Seizoen | Club               | Competitie       | W  |   |
| ------- | ------------------ | ---------------- | -- | - |
| 2008/09 | Germinal Beerschot | Jupiler League   | 2  | 0 |
| 2009/10 | → KV Turnhout      | Exqi League      | 7  | 0 |
| 2010/11 | → KV Turnhout      | Exqi League      | 30 | 1 |
| 2011/12 | → KV Turnhout      | Derde Klasse     | 12 | 3 |
| 2011/12 | → SK Sint-Niklaas  | Tweede Klasse    | 13 | 0 |
| 2012/13 | SK Sint-Niklaas    | Tweede Klasse    | 30 | 0 |
| 2013/14 | SK Sint-Niklaas    | Derde Klasse     | 31 | 5 |
| 2014/15 | Hoogstraten VV     | Derde Klasse     | 26 | 4 |
| 2015/16 | Hoogstraten VV     | Derde Klasse     | 32 | 3 |
| 2016/17 | Berchem Sport      | Tweede Amateur B |    |   |

## Trivia
Mauro en zijn ex-vriendin deden mee aan het programma Grootse Plannen, op VT4. Samen met Peter Van Asbroeck knapten ze hun huis op.